# Cap-Vert aux Jeux olympiques d'été de 2024
Le Cap-Vert participe aux Jeux olympiques de 2024 à Paris en France. Il s'agit de sa 8e participation à des Jeux d'été.
Le boxeur Daniel Varela de Pina et la judokate Djamila Silva sont nommés porte-drapeau de la délégation du Cap-Vert. Au cours de ces jeux, le Cap-Vert remporte la première médaille de son histoire : le boxeur Daniel Varela de Pina remporte la médaille de bronze.

## Nombre d’athlètes qualifiés par sport
Voici la liste des qualifiés et sélectionnés cap-verdiens par sport (remplaçants compris) :
| Sport                                 | Hommes | Femmes | Total |
| ------------------------------------- | ------ | ------ | ----- |
| Athlétisme                            | 1      | 0      | 1     |
| Boxe                                  | 1      | 1      | 2     |
| Escrime                               | 1      | 0      | 1     |
| Judo                                  | 0      | 1      | 1     |
| Sports aquatiques • Natation sportive | 1      | 1      | 2     |
| Total                                 | 4      | 3      | 7     |

## Bilan général
| Sport | Médaille d'or, Jeux olympiques | Médaille d'argent, Jeux olympiques | Médaille de bronze, Jeux olympiques | Total | Rang pays |
| ----- | ------------------------------ | ---------------------------------- | ----------------------------------- | ----- | --------- |
| Boxe  | 0                              | 0                                  | 1                                   | 1     | 20e       |
| Total | 0                              | 0                                  | 1                                   | 1     | 84e       |

| Jour   | Médaille d'or, Jeux olympiques | Médaille d'argent, Jeux olympiques | Médaille de bronze, Jeux olympiques | Total |
| ------ | ------------------------------ | ---------------------------------- | ----------------------------------- | ----- |
| 4 août | 0                              | 0                                  | 1                                   | 1     |
| Total  | 0                              | 0                                  | 1                                   | 1     |

| Sexe   | Médaille d'or, Jeux olympiques | Médaille d'argent, Jeux olympiques | Médaille de bronze, Jeux olympiques | Total |
| ------ | ------------------------------ | ---------------------------------- | ----------------------------------- | ----- |
| Hommes | 0                              | 0                                  | 1                                   | 1     |
| Femmes | 0                              | 0                                  | 0                                   | 0     |
| Mixte  | 0                              | 0                                  | 0                                   | 0     |
| Total  | 0                              | 0                                  | 0                                   | 1     |

## Médaillés
| Sport | Discipline       | Athlète(s)            | Performance         | Date   |
| ----- | ---------------- | --------------------- | ------------------- | ------ |
| Boxe  | Mouches (-51 kg) | Daniel Varela de Pina | 0-5 contre Dusmatov | 4 août |

## Résultats

### Athlétisme
Samuel Freire bénéficie d'une des 11 places attribuées à des marathoniens au nom de l'universalité,.
| Athlètes      | Épreuve           | Finale         | Finale |
| Athlètes      | Épreuve           | Temps          | Rang   |
| ------------- | ----------------- | -------------- | ------ |
| Samuel Freire | Marathon masculin | 2 h 15 min 5 s | 56e    |

### Boxe
| Athlètes              | Catégorie                     | 1/16e de finale     | 1/8e de finale              | Quart de finale          | Demi-finale            | Finale              | Rang                                |
| Athlètes              | Catégorie                     | Adversaire Résultat | Adversaire Résultat         | Adversaire Résultat      | Adversaire Résultat    | Adversaire Résultat | Rang                                |
| --------------------- | ----------------------------- | ------------------- | --------------------------- | ------------------------ | ---------------------- | ------------------- | ----------------------------------- |
| Daniel Varela de Pina | Poids mouches hommes (-51 kg) | Exempté             | Panmot Victoire 4 - 1       | Chinyemba Victoire 5 - 0 | Dusmatov Défaite 0 - 5 | Éliminé             | Médaille de bronze, Jeux olympiques |
| Nancy Moreira         | Poids welters femmes (-66 kg) | Exemptée            | Oshin Derieuw Défaite 2 - 3 | Éliminée                 | Éliminée               | Éliminée            | Éliminée                            |

### Escrime
| Athlète        | Compétition        | 1/32 de finale   | Seizièmes de finale | Huitièmes de finale | Quarts de finale | Demi-finales / Classement | Finale / Classement | Rang |
| Athlète        | Compétition        | Adversaire Score | Adversaire Score    | Adversaire Score    | Adversaire Score | Adversaire Score          | Adversaire Score    | Rang |
| -------------- | ------------------ | ---------------- | ------------------- | ------------------- | ---------------- | ------------------------- | ------------------- | ---- |
| Victor Alvares | Fleuret individuel | Gu Défaite 9-15  | Éliminé             | Éliminé             | Éliminé          | Éliminé                   | Éliminé             | 33e  |

### Judo
| Athlète       | Compétition    | 1er tour               | 2e tour             | Quart de finale     | Demi-finale         | Repêchage           | Finale / CB         | Rang    |
| Athlète       | Compétition    | Adversaire Résultat    | Adversaire Résultat | Adversaire Résultat | Adversaire Résultat | Adversaire Résultat | Adversaire Résultat | Rang    |
| ------------- | -------------- | ---------------------- | ------------------- | ------------------- | ------------------- | ------------------- | ------------------- | ------- |
| Djamila Silva | Moins de 52 kg | Pimenta Défaite 0 - 10 | Éliminé             | Éliminé             | Éliminé             | Éliminé             | Éliminé             | Éliminé |

### Natation
| Athlète    | Épreuve                  | Séries        | Séries | Demi-finales | Demi-finales | Finale   | Finale   |
| Athlète    | Épreuve                  | Temps         | Rang   | Temps        | Rang         | Temps    | Rang     |
| ---------- | ------------------------ | ------------- | ------ | ------------ | ------------ | -------- | -------- |
| José Tati  | 50 m nage libre masculin | 26 s 66       | 59e    | Éliminé      | Éliminé      | Éliminé  | Éliminé  |
| Jayla Pina | 200 m 4 nages féminin    | 2 min 24 s 51 | 33e    | Éliminée     | Éliminée     | Éliminée | Éliminée |